# Grabkreuz am Brunnen 110

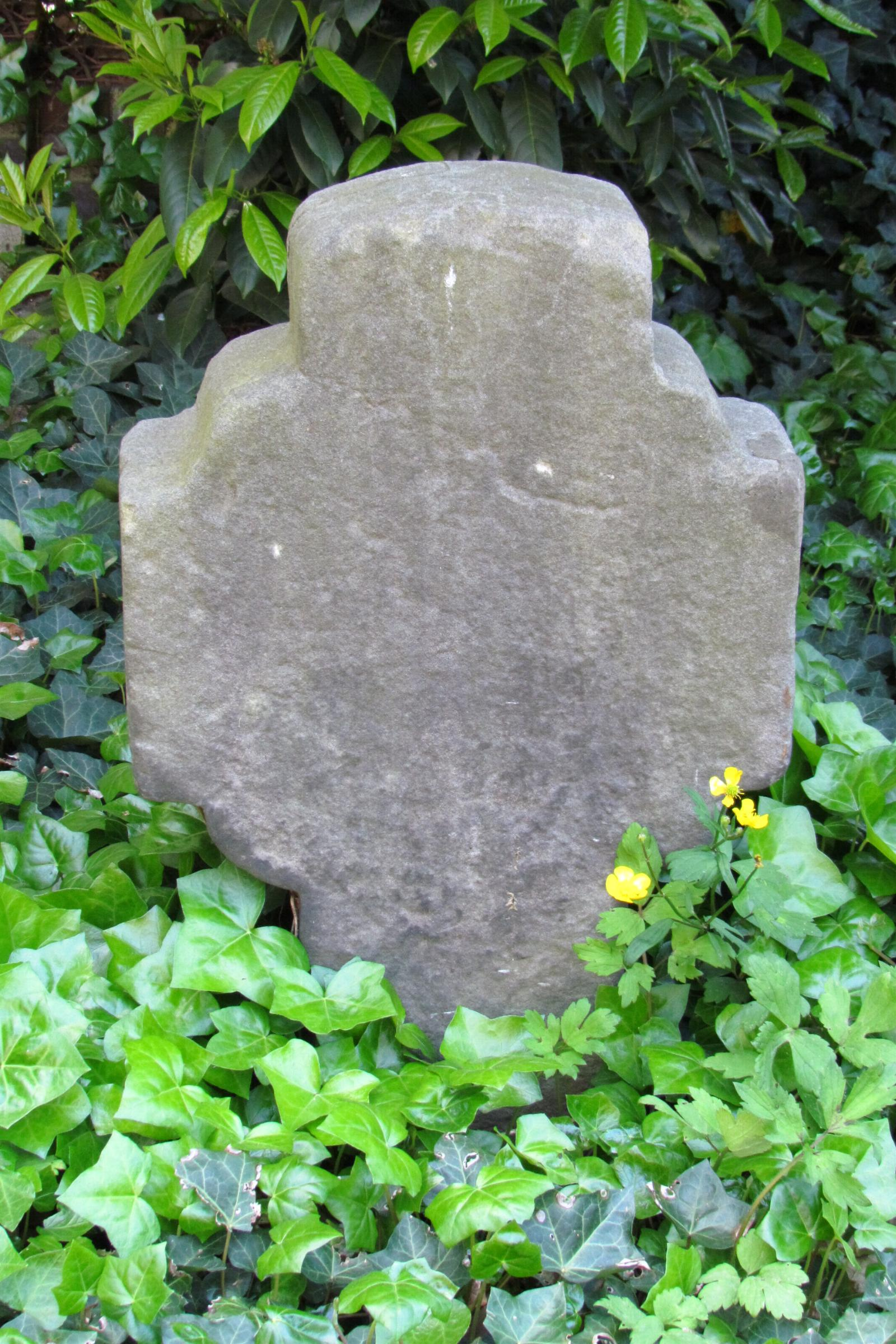
Grabkreuz am Brunnen

Das Grabkreuz am Brunnen steht in Korschenbroich  im Rhein-Kreis Neuss in Nordrhein-Westfalen in einer Gruppe mit anderen Grabkreuzen am Kirchplatz 4.
Das Grabkreuz wurde unter Nr. 110 am 2. Juni 1987 in die Liste der Baudenkmäler in Korschenbroich eingetragen.
Bei dem Grabkreuz handelt es sich um ein Kreuz aus Liedberger Sandstein mit Rundbogen. Früher vorhandene Inschriften oder Bildnisse auf Vorder- oder Rückseite sind verwittert und nicht mehr zu entziffern. Das Kreuz ist von künstlerischer und volkskundlicher Bedeutung und daher als Denkmal erhaltenswert.